# Làmpada U-HID
La Làmpada U-HID   (Ultra High Intensity Discharge)  és una mescla de dos principis físics en l'electrònica d'il·luminació, la làmpada U-HID és la combinació de la tecnologia de plasma i de la tecnologia HID (High Intensity Discharge). La làmpada U-HID produeix un feix de llum a causa de la formació d'un arc elèctric en el gas en estat de plasma. El tub que conté l'arc elèctric està compost per una esfera de quars o ceràmica transparent, aquesta esfera conté una pastilla especial i gas d'alta pressió inactiu, els àtoms exteriors a la pastilla electrònica produeixen fotons durant la formació de plasma en l'esfera. En iniciar el procés es pot notar un color blau a les puntes del vidre interior que és característic d'aquesta tecnologia.
El làmpada U-HID utilitza una descàrrega d'impulsos d'alt voltatge, aconseguint que no es dissipi el plasma produït. La brillantor d'una làmpada U-HID pot arribar al 80% en 4 segons sota condicions de temperatura normals, i pot començar a treballar al 100% instantàniament després d'una reencesa. Comparativament, la intensitat lumínica d'una làmpada U-HID és almenys tres vegades més intensa que la d'una làmpada HID d'Additius Metàl·lics en un rang de color de làmpada de 4200K (làmpada de llum freda).